# Pearl Jam
Перл џем (енгл. Pearl Jam) је рок група пореклом из Сијетла, САД и важи за један од најпопуларнијих рок састава из 90-их година прошлог века. Чланови групе су Еди Ведер (вокал, гитара), Џеф Ејмент (бас-гитара), Стоун Госард (ритам гитара) i Мајк Мекриди (гитара). Бубњар Мет Камерон придружио се бенду 1998, након распада бенда Soundgarden. Чланови бенда су одбијали да праве музичке спотове. 2006. године магазин Rolling Stone написао је да су чланови бенда прошлу деценију потрошили уништавајући сопствену славу.

## Историјат бенда
Група је настала у Сијетлу од остатака групе Мадер лав бон. После смрти фронтмена Ендруа Вуда и распада групе 1990. године Стоун Гросард и Џеф Ејмент одлучују се да оснују нову групу. Ангажовали су гитаристу Мајка Макридија те су уз помоћ бубњара Мета Камерона снимили демо верзије три песме. Снимак доспева у руке бившег бубњара групе Ред хот чили пеперс Џека Ајронса који га уступа Едију Ведеру за време њиховог заједничког путовања. Ведер снима вокале за те песме које говоре о инцесту, лудилу и убиству, а које ће Ведер касније описати као мини оперу. Међу обожаваоцима и поштоваоцима групе те три песме су познате као „Мамасан трилогија“. Преслушавши Ведеров снимак момци из групе су били импресионирани те позивају Ведера да се придружи. Нова група се звала „Муки Блејлок“ а на бубњевима је био Дејв Крузен. Потписавши уговор са Epic Recordsom, момци из групе су се морали обавезати на промену имена пошто је Муки Блејлок био у то време познати NBA-кошаркаш. На крају се одлучују да групу назову Перл џем. Еди Ведер је тврдио да је назив групе интерна шала која потиче од халуциногеног џема по ком је била позната његова бака Перл. Међутим, многи критичари тврде да није случајно да је фраза „перл џем“ неко време била у употреби као еуфемизам за сперму.
Бубњар групе, Дејв Крузен, напушта бенд непосредно уочи објављивања првог албума. Замењен је Метом Чејмберленом који је пре тога свирао са Иди Брикел и њеним Њу бохимијансима. После само неколико свирки, од којих је једна снимљена и прерађена у видео-спот за нумеру „Alive“, Чејмберлен прихвата понуду групе Сатердеј најтс лајв да им се придружи. Пре одласка препоручује бубњара Дејва Абрусиза као своју замену. Абрусиз се брзо прикључује групи свирајући преостале промотивне концерте за албум Ten и учествујући у снимању следећа два албума групе.
Перл џем постаје важна карика гранџ покрета заједно са групама Нирвана, Алис ин чејнс и Саундгарден. Једном приликом Курт Кобејн, лидер Нирване, оштро је критиковао „прекомерну комерцијалност“ групе Перл џем, али су касније Кобејн и Ведер постали добри пријатељи. 
Ten, дебитантски албум групе (пошто им законски прописи нису дозвољавали да назову бенд по кошаркашу Мукију Блејлоку, чланови групе су се одлучили да албум назову по броју који је тај кошаркаш носио на дресу) садржи 11 песама од којих су у већини обрађене мрачне теме депресије, самоубиства, усамљеност и убиства. На албуму, објављеном 1991, налазила су се три велика хита која су групи обезбедила брзи пробој на рок сцену – „Black“, „Alive“ и „Jeremy“. Видео-спот за композицију „Jeremy“ постао велики хит на МТВ и осваја неколико награда, укључујући и оне за видео-спот године и најбољи видео спот рок групе.
Прва три албума групе била су изузетно успешна у комерцијалном смислу, а и критичари нису штедели похвале. Други албум групе, „Vs.“, постао је 1993. године најбоље продавани албум свих времена (рачунајући само прву недељу продаје). У тој првој недељи продат је у 950.000 примерака. На њему су се налазили хитови „Daughter“, „Dissident“ и „Elderly Woman Behind the Counter In A Small Town“. „Vs.“ је првобитно био насловљен као „Five Against One“, али је непосредно пред излазак албума назив промењен у „Vs“. Трећи албум, „Vitalogy“, постао је 1994. године други најбрже продавани албум у историји (рачунајући прву недељу продаје) са више од 877.000 продатих примерака. „Vitalogy“ је познат и по томе што је винил плоча издата две недеље пре CD-верзије. Песма „Spin The Black Circle“, омаж седмоинчним синглицама, освојила је награду Греми 1995. године. На албуму су се налазили хитови „Not For You“, „Spin The Black Circle“, „Corduroy“ и „Tremor Christ“.
У следећих неколико година популарност групе нешто опада, делом због њиховог одбијања да снимају видео-спотове, а делом и због судске парнице са Ticketmasterom која се врло лоше одразила на посећеност на турнејама.

## Награде и номинације

### Златни глобус награда
Једна номинација 2004. године за песму "Man of the Hour" из филма Биг фиш (енгл. Big Fish).

### Греми
Перл џем је имао четрнаест номинација, добио је једну награду. 
Године 1993. бенд је добио две номинације за песму „Jeremy“ у категорији Најбоља рок песма и Најбољи хард рок наступ.

## Чланови

### Тренутна постава
- Еди Ведер (енгл. Eddie Vedder) - вокал
- Стоун Госард (енгл. Stone Gossard) - гитара
- Мајкл Макриди (енгл. Mike McCready) - гитара
- Џеф Ејмент (енгл. Jeff Ament) - бас-гитара
- Мет Камерон (енгл. Matt Cameron) - бубњеви (од 1998)

### Бивши чланови
- Дејв Крузен (енгл. Dave Krusen) - бубњеви (1990—1991)
- Мет Чејмберлен (енгл. Matt Chamberlain) - бубњеви (1991)
- Дејв Абрусиз (енгл. Dave Abbruzzese) - бубњеви (1991—1994)
- Џек Ајронс (енгл. Jack Irons) - бубњеви (1994—1998)

## Студијски албуми
- Ten- 1991
- Vs - 1993
- Vitalogy - 1994
- No code - 1996
- Yield - 1998
- Binaural - 2000
- Riot Act - 2002
- Pearl Jam - 2006
- Backspacer - 2009
- Lightning Bolt - 2013
- Gigaton - 2020
- Dark Matter - 2024

## Галерија
- Перл џем, наступ у Коламбија, Мериленду, септембар 2000.
- На Медисон сквер гардену, 2016. године
- Наступ у Уједињеном Краљевству 2009. године
- Током концерта у Њујорку
- Детаљ са концерта у Копенхагену, 2012.
- У Овалној соби, 1994.